# Rugalmassági modulus
A szilárdságtanban és rugalmasságtanban a rugalmassági modulus vagy Young-modulus egy anyagra jellemző állandó, az adott anyag merevségéről nyújt információt. A lineárisan rugalmas anyag Hooke-modelljében a húzó vagy nyomó mechanikai feszültség (σ) a fajlagos nyúlással (ε) arányos. Az arányossági tényező a rugalmassági modulus:
{\displaystyle \sigma =E\cdot \varepsilon }
Jele E, szokásos mértékegysége N/mm2 (MPa) vagy kN/cm2, értéke mindig pozitív szám.
Nevét Thomas Young angol fizikus, orvos és egyiptológus után kapta.

## Leírása
Ha egy szokásos szerkezeti anyagot (fémet, betont, kerámiát, fát stb.) terhelés alá helyezünk, egy darabig rugalmasan viselkedik, vagyis ha a terhelést megszüntetjük, megnyúlása megszűnik, eredeti hosszát veszi fel. Ezt a tartományt rugalmassági tartománynak nevezik. Ha a terhelést tovább fokozzuk, az anyag maradó alakváltozást szenved, még nagyobb terhelés hatására eltörik.
A szerkezeti anyagok nagy része a rugalmassági tartományban a Hooke-törvényt követi, vagyis rugalmassági modulusa a terheléstől független.
Azonban nem minden anyag viselkedik így. A műanyagok és a gumi nemlineáris tulajdonságokat mutat, vagyis a rugalmassági modulus esetükben a terheléstől is függ, nemcsak az anyagminőségtől. Ezért a rugalmassági modulus pontosabb definíciója:
{\displaystyle E={\frac {{\text{d}}\sigma }{{\text{d}}\varepsilon }}}
Más anyagok egyáltalán nem követik a Hooke-törvényt: tartósan folynak. Így viselkedik sok polimer, de bizonyos fémek is, például az ólom.
A legtöbb fém és kerámikus anyag tulajdonságai a terhelés irányától függetlenek. Ezeket izotróp anyagoknak nevezik. Vannak azonban olyan (anizotróp, illetve ortotróp) anyagok, például szálas szerkezetű anyagok, fa, kompozitanyagok, amelyek rugalmassági modulusa a terhelés irányától függ. Így például a szénszálas műanyagok szálirányban sokkal merevebbek, mint arra merőlegesen.

## Hozzávetőleges értékek
| Anyag                                        | Rugalmassági modulus (E), GPa |
| -------------------------------------------- | ----------------------------- |
| Gumi (kis feszültségeknél)                   | 0,01-0,1                      |
| Kis sűrűségű polietilén                      | 0,2                           |
| Polipropilén                                 | 1,5-2                         |
| Nylon                                        | 2-4                           |
| Polisztirol                                  | 3-3,5                         |
| Tölgyfa (szálirányban)                       | 11                            |
| Nagyszilárdságú beton (nyomásra)             | 30                            |
| Fémes magnézium (Mg)                         | 45                            |
| Alumínium ötvözet                            | 69                            |
| Üveg                                         | 72                            |
| Bronz és sárgaréz                            | 103-124                       |
| Titán (Ti)                                   | 105-120                       |
| Szénszállal erősített műanyag (szálirányban) | 150                           |
| Vas és acél                                  | 190-210                       |
| Volfrám (W)                                  | 400-410                       |
| Szilícium-karbid (SiC)                       | 450                           |
| Volfrám-karbid (WC)                          | 450-650                       |
| Szén nanocső                                 | 1000+                         |
| Gyémánt (C)                                  | 1050-1200                     |

## Nyírási rugalmassági modulus
A rugalmassági modulust csak húzásra-nyomásra értelmezzük. Nyírásra a nyírási rugalmassági modulus érvényes:
{\displaystyle \tau =G\cdot {\gamma }},
ahol:
{\displaystyle \tau } a csúsztató feszültség,
{\displaystyle \gamma } a szögelfordulás,
{\displaystyle G} a nyírási rugalmassági modulus.
A nyírási rugalmassági modulust használjuk a torziós (csavaró) igénybevételnél is.
A rugalmassági modulus és a nyírási rugalmassági modulus (csúsztató rugalmassági modulus) között az alábbi összefüggés áll fenn:
{\displaystyle G={\frac {E}{2(1+\mu )}}}
ahol {\displaystyle \mu } az anyagminőségtől függő Poisson-tényező.
| Anyag            | Poisson-tényező ({\displaystyle \mu \,}), [-] |
| ---------------- | --------------------------------------------- |
| ideális folyadék | 0,5                                           |
| Alumínium        | 0,33                                          |
| Acél             | 0,2-0,33                                      |
| Beton            | 0,2                                           |
| Ólom             | 0,45                                          |
| Sárgaréz         | 0,37                                          |
| Üveg             | 0,23                                          |
| SiC              | 0,17                                          |
| Si3N4            | 0,25                                          |

## Folyadékok rugalmassági modulusa
A folyadékok nyomásra igen kis mértékben változtatják meg térfogatukat, az áramlástani számításoknál ez a jelenség általában elhanyagolható. A folyadék térfogati rugalmassági modulusa vagy annak reciproka, az összenyomhatóság a {\displaystyle {\frac {d\rho }{dp}}} differenciálhányadossal jellemezhető. Itt {\displaystyle \rho \,} a sűrűség, {\displaystyle p\,} a nyomás. 
A {\displaystyle K\,} rugalmassági modulusra írható:
{\displaystyle K=-V{\frac {\partial p}{\partial V}}},
ahol 
{\displaystyle p\,} a nyomás és
{\displaystyle V\,} a térfogat
Folyadékban a hangsebesség a térfogati rugalmassági modulustól és a sűrűségtől függ:
{\displaystyle {c={\sqrt {\frac {K}{\rho }}}}\,\!}
| Anyag               | Térfogati rugalmassági modulus {\displaystyle K\,}, GPa | {\displaystyle {\frac {dK}{dt}}}, MPa/°C |
| ------------------- | ------------------------------------------------------- | ---------------------------------------- |
| Alkohol             | 0,91                                                    | -600                                     |
| Amilalkohol         | 1,1                                                     | -700                                     |
| Metil-alkohol       | 0,83                                                    | -600                                     |
| Benzol              | 1,11                                                    | -1000                                    |
| Éter                | 0,54                                                    | -600                                     |
| Higany              | 26                                                      |                                          |
| Szénkéneg           | 1,12                                                    | -900                                     |
| Víz (200 bar-ig)    | 2,2                                                     | 900                                      |
| Víz (2500-3000 bar) | 3,8                                                     |                                          |

Az alábbi táblázat a különféle elasztikus modulusok összehasonlítását tartalmazza:
| Átszámítási képletek (nyitható táblázat)                                                                      | Átszámítási képletek (nyitható táblázat)               | Átszámítási képletek (nyitható táblázat) | Átszámítási képletek (nyitható táblázat)               | Átszámítási képletek (nyitható táblázat)  | Átszámítási képletek (nyitható táblázat)                   | Átszámítási képletek (nyitható táblázat)          | Átszámítási képletek (nyitható táblázat)                | Átszámítási képletek (nyitható táblázat)          | Átszámítási képletek (nyitható táblázat)  | Átszámítási képletek (nyitható táblázat) |
| --- | ------------------------------------------------------ | ---------------------------------------- | ------------------------------------------------------ | ----------------------------------------- | ---------------------------------------------------------- | ------------------------------------------------- | ------------------------------------------------------- | ------------------------------------------------- | ----------------------------------------- | ---------------------------------------- |
| Homogén izotróp tulajdonságú anyagok tulajdonságai kiszámíthatóak, ha legalább két másik tulajdonságuk ismert |                                                        |                                          |                                                        |                                           |                                                            |                                                   |                                                         |                                                   |                                           |                                          |
| | {\displaystyle (\lambda ,\,G)}                         | {\displaystyle (E,\,G)}                  | {\displaystyle (K,\,\lambda )}                         | {\displaystyle (K,\,G)}                   | {\displaystyle (\lambda ,\,\nu )}                          | {\displaystyle (G,\,\nu )}                        | {\displaystyle (E,\,\nu )}                              | {\displaystyle (K,\,\nu )}                        | {\displaystyle (K,\,E)}                   | {\displaystyle (M,\,G)}                  |
| {\displaystyle K=\,}                                                                                          | {\displaystyle \lambda +{\tfrac {2G}{3}}}              | {\displaystyle {\tfrac {EG}{3(3G-E)}}}   |                                                        |                                           | {\displaystyle {\tfrac {\lambda (1+\nu )}{3\nu }}}         | {\displaystyle {\tfrac {2G(1+\nu )}{3(1-2\nu )}}} | {\displaystyle {\tfrac {E}{3(1-2\nu )}}}                |                                                   |                                           | {\displaystyle M-{\tfrac {4G}{3}}}       |
| {\displaystyle E=\,}                                                                                          | {\displaystyle {\tfrac {G(3\lambda +2G)}{\lambda +G}}} |                                          | {\displaystyle {\tfrac {9K(K-\lambda )}{3K-\lambda }}} | {\displaystyle {\tfrac {9KG}{3K+G}}}      | {\displaystyle {\tfrac {\lambda (1+\nu )(1-2\nu )}{\nu }}} | {\displaystyle 2G(1+\nu )\,}                      |                                                         | {\displaystyle 3K(1-2\nu )\,}                     |                                           | {\displaystyle {\tfrac {G(3M-4G)}{M-G}}} |
| {\displaystyle \lambda =\,}                                                                                   |                                                        | {\displaystyle {\tfrac {G(E-2G)}{3G-E}}} |                                                        | {\displaystyle K-{\tfrac {2G}{3}}}        |                                                            | {\displaystyle {\tfrac {2G\nu }{1-2\nu }}}        | {\displaystyle {\tfrac {E\nu }{(1+\nu )(1-2\nu )}}}     | {\displaystyle {\tfrac {3K\nu }{1+\nu }}}         | {\displaystyle {\tfrac {3K(3K-E)}{9K-E}}} | {\displaystyle M-2G\,}                   |
| {\displaystyle G=\,}                                                                                          |                                                        |                                          | {\displaystyle {\tfrac {3(K-\lambda )}{2}}}            |                                           | {\displaystyle {\tfrac {\lambda (1-2\nu )}{2\nu }}}        |                                                   | {\displaystyle {\tfrac {E}{2(1+\nu )}}}                 | {\displaystyle {\tfrac {3K(1-2\nu )}{2(1+\nu )}}} | {\displaystyle {\tfrac {3KE}{9K-E}}}      |                                          |
| {\displaystyle \nu =\,}                                                                                       | {\displaystyle {\tfrac {\lambda }{2(\lambda +G)}}}     | {\displaystyle {\tfrac {E}{2G}}-1}       | {\displaystyle {\tfrac {\lambda }{3K-\lambda }}}       | {\displaystyle {\tfrac {3K-2G}{2(3K+G)}}} |                                                            |                                                   |                                                         |                                                   | {\displaystyle {\tfrac {3K-E}{6K}}}       | {\displaystyle {\tfrac {M-2G}{2M-2G}}}   |
| {\displaystyle M=\,}                                                                                          | {\displaystyle \lambda +2G\,}                          | {\displaystyle {\tfrac {G(4G-E)}{3G-E}}} | {\displaystyle 3K-2\lambda \,}                         | {\displaystyle K+{\tfrac {4G}{3}}}        | {\displaystyle {\tfrac {\lambda (1-\nu )}{\nu }}}          | {\displaystyle {\tfrac {2G(1-\nu )}{1-2\nu }}}    | {\displaystyle {\tfrac {E(1-\nu )}{(1+\nu )(1-2\nu )}}} | {\displaystyle {\tfrac {3K(1-\nu )}{1+\nu }}}     | {\displaystyle {\tfrac {3K(3K+E)}{9K-E}}} |                                          |

## Fordítás
Ez a szócikk részben vagy egészben  a   Young's modulus című angol Wikipédia-szócikk fordításán alapul.  Az eredeti cikk szerkesztőit annak laptörténete sorolja fel. Ez a jelzés csupán a megfogalmazás eredetét és a szerzői jogokat jelzi, nem szolgál a cikkben szereplő információk forrásmegjelöléseként.